# Eparquía de Santo Tomás el Apóstol en Chicago
La eparquía de Santo Tomás el Apóstol en Chicago (en latín: Eparchia Sancti Thomae Apostoli Chicagiensis Syrorum-Malabarensium y en inglés: St. Thomas Syro-Malabar Catholic Eparchy of Chicago) es una circunscripción eclesiástica de la Iglesia católica en Estados Unidos. Se trata de una eparquía siro-malabar inmediatamente sujeta a la Santa Sede. Desde el 3 de julio de 2022 su eparca es Joy Alappatt.

## Territorio y organización
La eparquía extiende su jurisdicción sobre los fieles católicos siro-malabares residentes en Estados Unidos.
La sede de la eparquía se encuentra en la ciudad de Bellwood, un suburbio de Chicago, en donde se halla la Catedral de Santo Tomás Apóstol (Mar Thoma Shleeha Cathedral).
En 2017 en la eparquía existían 33 parroquias:
Foranías
- Mar Thoma Sleeha Syro Malabar Forane Cathedral en Chicago
- St. Alphonsa Syro Malabar Catholic Forane Church en Atlanta
- St. Thomas Syro-Malabar Catholic Forane Church en Bronx, NY
- Our Lady of Health Syro Malabar Catholic Forane Church en	Coral Springs, FL
- St. Thomas the Apostle Syro Malabar Catholic Forane Church en Dallas/Garland, TX
- St. Joseph's Syro Malabar Catholic Forane Church en Houston, TX
- St. Thomas Syro-Malabar Catholic Forane Church en	Philadelphia
- St. Thomas Apostle Syro Malabar Forane Church en Santa Ana, CA
- St. Thomas Syro-Malabar Catholic Forane Church en Somerset, New Jersey

Parroquias
- St. Alphonsa Syro Malabar Catholic Church en Austin, TX
- St Alphonsa Syro-Malabar Catholic Church en Baltimore, MD
- St Thomas Syro-Malabar Catholic Church en Boston, MA
- St. Mary’s Syro Malabar Catholic Church en Charlotte, NC.
- St. Alphonsa Syro Malabar Catholic Church en Coppell, TX
- St Thomas Syro-Malabar Catholic Church en Detroit, MI
- Divine Mercy Syro Malabar Catholic Church en Edinburg, TX
- St. Mary’s Syro Malabar Catholic Church en Long Island, NY
- St. Alphonsa Syro-Malabar Catholic Church en Los Ángeles
- Holy Family Syro Malabar Catholic Church en Oklahoma City, OK
- St. Mary's Syro-Malabar Catholic Church en Orlando, FL
- St. George Syro Malabar Catholic Church en Paterson, NJ
- St. Mary’s Syro Malabar Catholic Church en Pearland, TX
- Lourdes Matha Syro Malabar Catholic Church en Raleigh/Durham, NC.
- Infant Jesus Syro-Malabar Church en Sacramento, CA
- St. Thomas Syro Malabar Catholic Church en San Antonio, TX
- St. Thomas Syro-Malabar Catholic Church en San Francisco, CA
- St. Jude Syro Malabar Catholic Church,, en South Jersey, NJ
- St. Jospeh's Syro Malabar Catholic Church en Tampa, FL

Misiones
- St. Thomas Syro Malabar Catholic Mission en Brooklyn, NY
- St Chavara Syro Malabar Catholic Mission en Cincinnati, OH
- St. Raphael Syro Malabar Catholic Mission en Cleveland, OH
- St. Mary Syro Malabar Catholic Mission en Columbus, OH
- Holy Trinity Syro Malabar Catholic Mission en Delaware, DE
- St. Thomas Syro Malabar Catholic Mission en Denver, CO
- Our Lady of Perpetual Help Syro Malabar Catholic Mission en Greater Washington D. C.
- St. Joseph Syro Malabar Catholic Mission en Harrisburg-Hershey, PA
- St. Thomas Syro Malabar Catholic Mission en Hartford, Connecticut
- St. Joseph Syro Malabar Catholic Mission en Hudson Valley, NY
- St.Mary's Syro Malabar Mission en Jacksonville, FL
- St. Theresa Syro Malabar Catholic Mission en Kansas City, KS
- St Mother Theresa Syro Malabar Catholic Mission en Las Vegas, NV
- St. Joseph Syro Malabar Catholic Mission en Lexington, KY
- Divine Mercy Syro Malabar Mission en Louisville, KY
- St. George Syro Malabar Catholic Mission en Miami, FL
- St. Alphonsa Syro Malabar Catholic Mission en Minneapolis
- St. Jude Syro Malabar Catholic Mission en N. Virginia, VA
- St Mother Theresa Syro Malabar Mission en Nashville, TN
- St. Chavara Syro Malabar Catholic Mission en North Houston, TX
- Our Lady of Assumption Syro Malabar Catholic Mission en Norwalk, CT
- Holy Family Syro-Malabar Mission en Phoenix, AZ
- St. Mary's Syro Malabar Catholic Mission en Pittsburgh, PA
- St. Alphonsa Syro Malabar Catholic Mission en Richmond, VA
- St. Mary’s Syro Malabar Catholic Mission en Rockland, NY
- Blessed Kunjachan Syro Malabar Catholic Mission en Staten Island, NY
- St Antony Syro Malabar Catholic Mission en Wisconsin

### Knanayas
Las comunidades knanayas tienen parroquias y misiones separadas que conforman la Knanaya Region, establecida el 30 de abril de 2006 y con el vicario general de la eparquía, Abraham Mutholath, como director. Todos los fieles knanayas en los Estados Unidos están comprendidos en la Knanaya Region, aunque estén fuera de las comunidades establecidas. Se divide en 5 foranes, 13 parroquias, 8 misiones y 4 conventos.
Chicago Forane
- Sacred Heart Knanaya Catholic Forane Parish en Maywood, Chicago, IL
- St. Mary's Knanaya Catholic Parish en Morton Grove, Chicago, IL
- St. Mary's Knanaya Catholic Parish en Berkley, Detroit, MI
- Syro-Malabar Knanaya Catholic Mission en Saint Paul, MN

Houston Forane
- St. Mary's Knanaya Catholic Forane Parish en Missouri City, Houston, TX
- Christ the King Knanaya Catholic Parish en Farmers Branch, Dallas, TX
- St. Anthony's Knanaya Catholic Parish en San Antonio, TX

New York Forane
- St. Stephen's Knanaya Catholic Forane Parish en Hempstead, New York, NY
- St. Mary's Knanaya Catholic Parish en Rockland, NY
- Christ the King Knanaya Catholic Mission en Staten Island, NY, incluyendo Newark y New Jersey, con sede en Feastville, PA
- Holy Family Knanaya Catholic Mission en Connecticut, CT, con sede en Yonkers, NY
- St. John Neumann Knanaya Catholic Mission en Feastville, Philadelphia, PA
- St. Joseph's Knanaya Catholic Mission en Westchester y Bronx, NYY, con sede en Yonkers, NY

San Jose Forane
- St. Mary's Knanaya Catholic Forane Parish en San José, CA
- St. Pius X Knanaya Catholic Parish en Montebello, Los Ángeles, CA
- St. John Paul II Knanaya Catholic Mission en Fremont, Sacramento, CA
- St. Stephen's Knanaya Catholic Mission en Las Vegas, NV y Phoenix, AZ, con sede en Beverly Hills, CA

Tampa Forane
- Sacred Heart Knanaya Catholc Forane Parish en Brandon, Tampa, FL
- Holy Family Knanaya Catholic Parish en Loganville, Atlanta, GA
- St. Jude Knanaya Catholic Parish en Fort Lauderdale, área de Miami, FL

Conventos
- Visitation Convent en Los Ángeles, CA
- Visitation Convent en Morton Grove, Chicago, IL
- Sacred Heart Visitation Convent en Tampa, FL
- St. Joseph's Convent en Missouri City, Houston, TX[4]

## Historia
En 1996	el obispo Gregory Karotemprel fue nombrado visitador apostólico para Estados Unidos y Canadá.
La eparquía fue erigida por el papa Juan Pablo II el 16 de febrero de 2001 con la bula Congregatio. Fue la primera eparquía siro-malabar fuera de India.

Congregatio pro Ecclesiis Orientalibus, cuius est praesertim sub lumine doctrinae Concilii Oecumenici Vaticani II consulere quoque communitatibus Christifidelium Orientalium per orbem terrarum versantium, sollicita de spirituali salute atque maiore unitate regiminis fidelium Ecclesiae Syrorum-Malabarensium, qui decursu temporum varias ob vicissitudines, propriis regionibus relictis, se contulerunt ad hospitales terras Foederatarum Civitatum Americae Septemtrionalis, praehahito consilio Venerabilis Praesulis Varkey Vithayathil, C.SS.R., Archiepiscopi Maioris Ernakulamensis-Angamaliensis Syrorum-Malabarensium atque omnibus mature perpensis, censuit ut pro memoratis fidelibus nova Eparchia constitueretur. Nos igitur qui ut beati Petri Successores diligentissimam curam gerimus de universo grege Dominico, ratam habentes talem sententiam a Praefecto Congregationis pro Ecclesiis Orientalibus in Audientia hodie ad Nos relatam, summa Apostolica potestate condimus Eparchiam Sancti Thomae Apostoli Chicagiensis Syrorum-Malabarensium pro fidelibus eiusdem ritus in Foederatis Civitatibus Americae Septemtrionalis commorantibus, cunctis tributis propriis iuribus atque obligationibus. Quae quidem ceteraque secundum normas Codicis Canonum Ecclesiarum Orientalium temperentur. Insuper de eodem absoluto negotio sueta documenta exarentur et ad Congregationem, quam diximus, mittantur. Hanc denique Apostolicam Constitutionem nunc et in posterum ratam esse volumus, contrariis quibuslibet rebus nihil obstantibus.

La inauguración de la eparquía tuvo lugar el 1 de julio de 2001 junto con la ordenación episcopal de su eparca. El 24 de julio de 2014 el papa Francisco designó a Joy Alappatt como obispo auxiliar de la eparquía.
El eparca Jacob Angadiath fue el visitador apostólico en Canadá desde el 16 de febrero de 2001, en donde existía la St. Mary's Syro-Malabar Knanaya Catholic Mission en Mississauga dependiente del Chicago Forane de la Knanaya Region. El 6 de agosto de 2015 fue erigido el exarcado apostólico siro-malabar de Canadá (actual eparquía de Mississauga) mediante la bula Spiritualem ubertatem del papa Francisco y la jurisdicción sobre los knanayas en Canadá le fue transferida al nuevo exarcado apostólico.

## Estadísticas
Según el Anuario Pontificio 2021 la eparquía tenía a fines de 2020 un total de 88 200 fieles bautizados.
| Año                                                                             | Población            | Población | Población      | Sacerdotes | Sacerdotes    | Sacerdotes    | Bautizados por sacerdote | Diáconos permanentes | Religiosos | Religiosos | Parroquias |
| Año                                                                             | Bautizados católicos | Total     | % de católicos | Total      | Clero secular | Clero regular | Bautizados por sacerdote | Diáconos permanentes | Varones    | Mujeres    | Parroquias |
| ------------------------------------------------------------------------------- | -------------------- | --------- | -------------- | ---------- | ------------- | ------------- | ------------------------ | -------------------- | ---------- | ---------- | ---------- |
| 2002                                                                            | 112 000              | ?         | ?              | 31         | 18            | 13            | 3612                     |                      | 13         | 65         | 5          |
| 2003                                                                            | 100 000              | ?         | ?              | 14         | 14            |               | 7142                     |                      |            | 3          | 6          |
| 2004                                                                            | 100 000              | ?         | ?              | 22         | 21            | 1             | 4545                     |                      | 1          | 12         | 7          |
| 2009                                                                            | 85 000               | ?         | ?              | 42         | 34            | 8             | 2023                     |                      | 8          | 13         | 14         |
| 2010                                                                            | 86 000               | ?         | ?              | 47         | 37            | 10            | 1829                     |                      | 10         | 14         | 18         |
| 2014                                                                            | 87 600               | ?         | ?              | 53         | 43            | 10            | 1652                     |                      | 10         | 21         | 33         |
| 2017                                                                            | 87 000               | ?         | ?              | 72         | 50            | 22            | 1208                     |                      | 22         | 21         | 33         |
| 2020                                                                            | 88 200               | ?         | ?              | 73         | 50            | 23            | 1208                     |                      | 23         | 116        | ?          |
| Fuente: Catholic-Hierarchy, que a su vez toma los datos del Anuario Pontificio. |                      |           |                |            |               |               |                          |                      |            |            |            |

## Episcopologio
- Jacob Angadiath (16 de febrero de 2001-3 de julio de 2022 retirado)
- Joy Alappatt, desde el 3 de julio de 2022